# Lycium

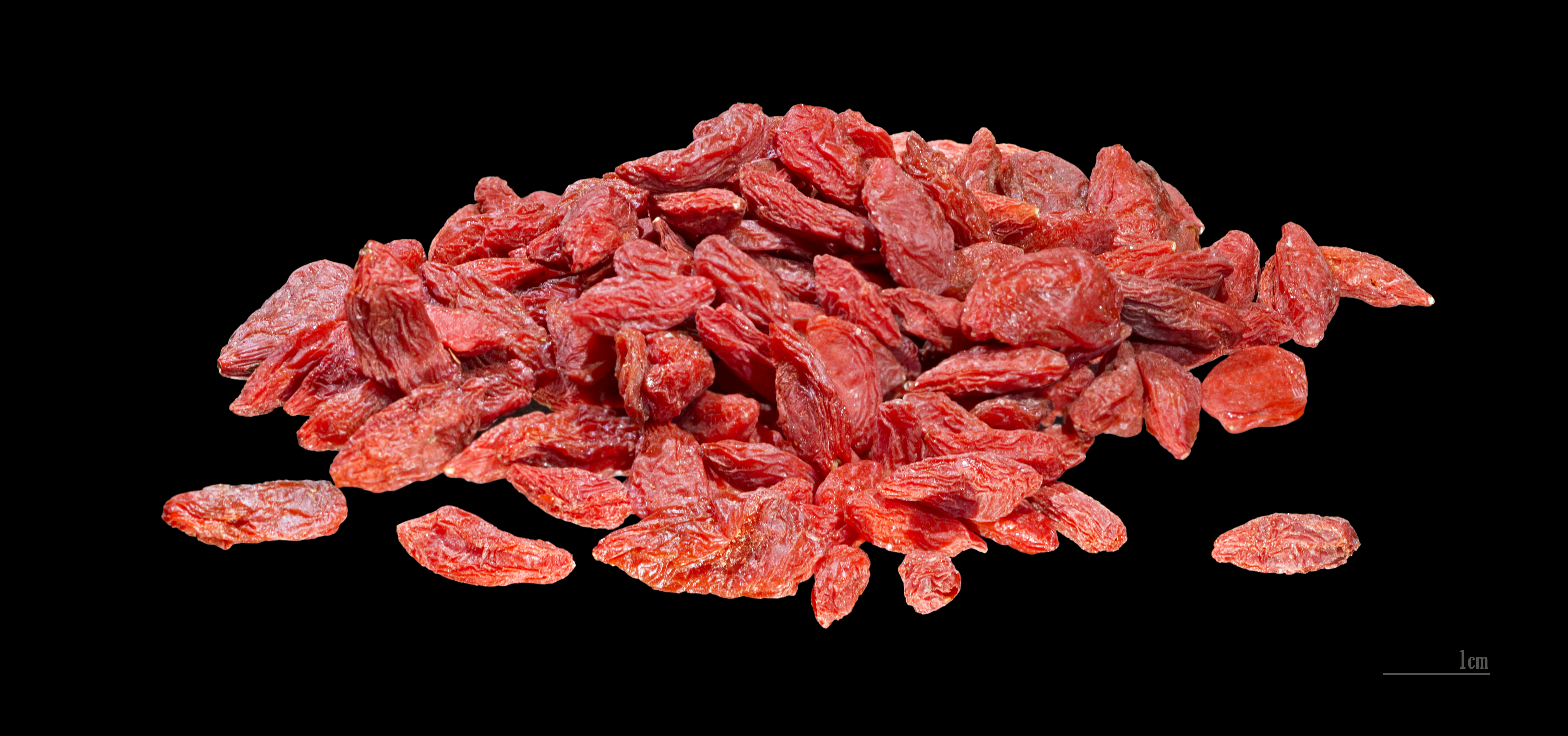
Fruits secs de Lycium barbarum i Lycium chinense, comercialitzats com a "goji" o "baia tibetana".

Lycium és un gènere de plantes fanerògames de la família de les solanàcies (Solanaceae).

## Característiques
Algunes espècies, com l'arç de tanques (Lycium europaeum) i Lycium intricatum d'aquest gènere creixen a zones àrides i muntanyoses d'Alacant, Múrcia i Almeria; on s'utilitzen per a fer vores o tanques de baix cost entre terrenys, a causa de les seves espines.
Dues espècies l'arç negre (Lycium barbarum) i Lycium chinense produeixen les baies anomenades goji.

## Taxonomia
N'hi ha unes 90 espècies del gènere; cal destacar:
- Lycium acutifolium
- Lycium afrum L.
- Lycium ameghinoi
- Lycium amoenum
- Lycium andersonii
- Lycium arenicola
- Lycium australe F.Muell.
- Lycium barbarum - arç negre, "goji"
- Lycium bosciifolium
- Lycium berlandieri Dunal
- Lycium brevipes
- Lycium californicum
- Lycium carolinianum Walter
- Lycium chilense
- Lycium chinense - arç de la Xina, "goji"
- Lycium cinereum
- Lycium cooperi
- Lycium decumbens
- Lycium depressum
- Lycium eenii
- Lycium europaeum (= L. intricatum) - arç de tanques, cambronera, ullastre d'ase o arn
- Lycium exsertum
- Lycium ferocissimum – arç africà
- Lycium fremontii
- Lycium gariepense
- Lycium grandicalyx
- Lycium horridum
- Lycium hirsutum
- Lycium macrodon
- Lycium mascarenense A.M. Venter & A.J. Scott (= L. tenue var. sieberi)
- Lycium nodosum
- Lycium oxycarpum Dunal
- Lycium pallidum
- Lycium pilifolium
- Lycium pumilum
- Lycium ruthenicum
- Lycium sandwicense A.Gray – ʻŌhelo kai (a Hawaii)
- Lycium schizocalyx
- Lycium schweinfurthii
- Lycium shawii Roem. & Schult. – arç d'Aràbia
- Lycium sokotranum
- Lycium strandveldense
- Lycium tenue L.
- Lycium tenuispinosum
- Lycium tetrandrum
- Lycium villosum